# Abdel Aguilar
Abdel Concepción Aguilar Andrade (Ciudad de Panamá, 17 de junio de 1998) es un futbolista panameño. Juega como delantero.

## Trayectoria

### Inicios
Inicio su carrera en las categorías inferiores del San Francisco FC, pero se dio a conocer siendo figura en muchas ocasiones en el equipo Reservas Sub-19. 

### San Francisco FC Sub-19
Desde el año 2014, en el Torneo Apertura 2014 del Torneo Reservas de la Liga Panameña de Fútbol, a sus 17 años de edad, el jugador pertenece a la categoría reservas del San Francisco FC en donde ha disputado minutos desde ese entonces y en donde aún pertenece su ficha de jugador.

### San Francisco FC
Debutó a los 17 años en el equipo profesional del San Francisco FC que se encontraba bajo la dirección del Profesor Gary Stempel, en un partido de la Liga Panameña de Fútbol versus el ya desaparecido Chepo FC, el cual terminó 1-0 a favor del equipo del San Francisco.
A sus 20 años disputó su primera final con el equipo profesional en el Torneo Clausura 2019 contra el archirrival el Club Atlético Independiente, en donde resultaron Subcampeones luego de perder en la ronda de los penales.

### CD Universitario
Fichó por el equipo Universitario en el segundo semestre del 2020.

## Clubes
| Club             | País   | Temporadas  |
| ---------------- | ------ | ----------- |
| San Francisco FC | Panamá | 2015 - 2020 |
| CD Universitario | Panamá | 2020 - 2022 |